# Lison
Lison település Franciaországban, Calvados megyében. Lakosainak száma 438 fő (2022. január 1.). Lison Cartigny-l’Épinay, Sainte-Marguerite-d’Elle, Airel, Moon-sur-Elle és Isigny-sur-Mer községekkel határos.

## Népesség
A település népességének változása:
| Lakosok száma | 588  | 515  | 479  | 472  | 458  | 451  | 443  | 437  | 434  | 438  |
|               | 1968 | 1982 | 1990 | 2006 | 2013 | 2015 | 2017 | 2019 | 2020 | 2022 |